# Mari-Turek
Mari-Turek (in russo Мари-Турек?, in lingua mari Марий Турек), chiamata anticamente Čeremisskij Turek, è un insediamento di tipo urbano, centro amministrativo del distretto Mari-Turekskij della Repubblica dei Mari, in Russia. Si trova nel nord-ovest del distretto. Fondata nel 1719, ha ottenuto lo status di insediamento di tipo urbano nel 1975. Nel 2023 contava 4 376 abitanti.